# Monoplan Du Temple
Dimensions
Le monoplane du Temple était un avion à vapeur construit en aluminium, fabriqué à Brest, dans le Finistère en France, par Félix du Temple en 1874. Il avait une envergure de 13 m et pesait 80 kg sans le pilote.
Plusieurs essais ont été effectués, et il est admis qu'il a décollé. Il a été décrit comme un "court saut"; Flight International a décrit l'avion comme ayant "brièvement décollé" grâce à une rampe inclinée. Il planait brièvement, revenant sans encombre au sol.

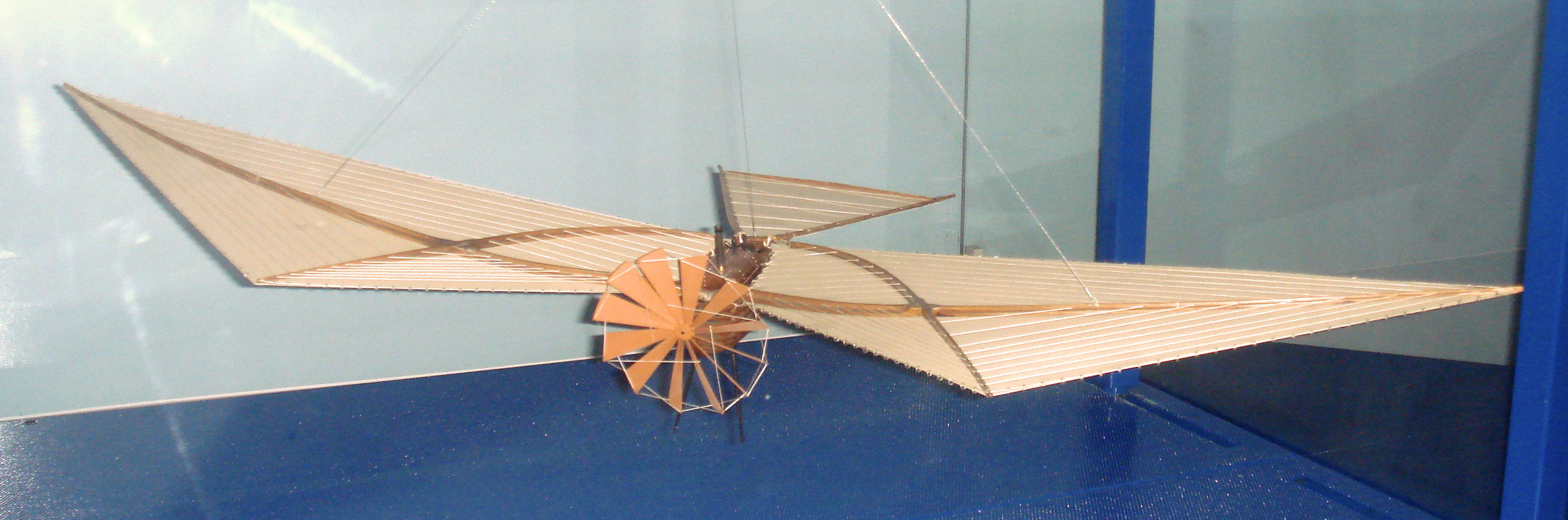
Maquette du Monoplan Du Temple au Musée de l'Air et de l'Espace.

Exposé à l'Exposition universelle de 1878, il représentait le premier vol motorisé réussi de l'histoire ; mais pas le premier envol que l'on doit au Wright Flyer. Par ailleurs, le vol du Monoplan Du Temple n'était pas un vol dirigé.

## Moteur à vapeur
L'avion utilisait un moteur à vapeur pour lequel un brevet fut déposé en 1876. Ce type de chaudière, bouillant l'eau instantanément, devint connu sous le nom de chaudière instantanée.

## Caractéristiques techniques
- Nom : Monoplane du Temple  
- Type : Avion à vapeur expérimental  
- Origine : France  
- Constructeur : Félix du Temple  
- Première tentative de vol : 1874  
- Lieu de fabrication : Brest, France  
- Matériau de construction : Aluminium  
- Envergure : 13 mètres (43 pieds)  
- Poids (sans pilote) : 80 kg (180 lb)  

### Performances liées au vol
- Essais de vol : L'avion aurait décollé brièvement et plané avant de revenir au sol sans dommage.  
- Description des vols : Décollage court, décrit comme un « court saut ou bond ».  
- Vol obtenu : avec une combinaison de la puissance propre de l'avion et de l'élan procuré par une rampe inclinée.  
- Reconnu : comme le premier vol motorisé réussi, bien que non autopropulsé.  

### Exposition
- Exposition : Présenté à l'Exposition Universelle de Paris en 1878.  

### Caractéristiques du moteur à vapeur
- Type de moteur : Moteur à vapeur à circulation rapide.  
- Brevet : Brevet déposé le 28 avril 1876.  
- Caractéristique du moteur : Conception compacte avec de très petits tubes regroupés pour maximiser la surface de contact et minimiser le volume.  
- Poids de la chaudière : entre 39 et 44 lb (livres) par cheval-vapeur.  
- Remarque : Ce type de chaudière est devenu connu sous le nom de chaudière instantanée.  

### Applications ultérieures
- Détails : La conception de ce moteur a été adoptée par la Marine française pour la propulsion des premiers torpilleurs français.